# أحببتك منذ الصغر (مسلسل)
أحببتك منذ الصغر مسلسل كويتي إنتاج عام 2013 

## قصة العمل
يناقش المسلسل مجموعة من القضايا الإنسانية والاجتماعية والأسرية، العمل مأخوذ عن رواية حبيبة للكاتبة علياء الكاظمي
معالجة درامية وسيناريو وحوار الفنانة القديرة أسمهان توفيق وهي أيضا أحد أبطاله الرئيسيين، وهو من إخراج باسل الخطيب الذي سبق له التعاون والشركة المنتجة «دالميتا» للمنتج منقذ السريع
أم تعيش مع ولديها الأول محمد متزوج من نجلاء زوج عنيف وقاسي ترزق منه بولدين ثم تنفصل عنه وتترك ولديها لتتزوج ثانية وتسافر خارج الكويت يصاب محمد بحالة نفسية بعد تركها له 
الأبن الثاني سليمان تزوج من مهجة ورزق منها بطفلة اسماها على اسم والدته رحاب لكنه يموت بعد عودته من السفر دهسا 
يتزوج محمد من مهجة بعد اجبار والدته لهم يكبر الأولاد وتتسارع الأحداث لكن يبقى الحنين إلى الماضي والعيش فيه موجودا.

## الممثلون
- زهرة الخرجي
- أسمهان توفيق
- فاطمة الحوسني
- حسين المنصور
- عبد الله الباروني
- هنادي الكندري
- عبد الله بهمن
- بدر الشرقاوي
- نواف النجم
- شهد الياسين
- عبد الله غلوم
- غرور
- فيصل المسفر
- إسماعيل الراشد
- ناصر كرماني
- بدر الشرقاوي
- عبد الله بهمن
- مي عبد الله
- شوق هادي
- حنان الأحمد
- نواف الفجي
- أمل العنبري
- سماح غندور